# Damien Bonnard
Damien Bonnard (Alès, 22 juli 1978) is een Franse acteur. Hij werd bekend door zijn hoofdrollen in de film Rester vertical uit 2016 en in de film Les Misérables uit 2019.

## Filmografie
- 2024: Trois Amies
- 2023: Poor Things
- 2023: Un silence
- 2023: Une affaire d'honneur
- 2023: Le bonheur est pour demain
- 2023: Asteroid City
- 2023: Le Processus de paix
- 2022: Le Sixième Enfant
- 2022: La Grande Magie
- 2021: Les Intranquilles
- 2021: The French Dispatch
- 2019: Curiosa
- 2019: Blanche comme neige
- 2019: Le Chant du loup
- 2019: J'accuse
- 2019: Seules les bêtes
- 2019: Les Misérables
- 2018: Sauver ou périr
- 2018: 9 doigts
- 2018: En liberté !
- 2017: D'après une histoire vraie
- 2017: Thirst Street
- 2017: Dunkirk
- 2016: Voir du pays
- 2016: Vendeur
- 2016: Rester vertical
- 2015: L'Astragale
- 2015: La Résistance de l'air
- 2014: Mercuriales
- 2013: La Pièce manquante
- 2012: Un plan parfait
- 2012: Augustine'
- 2010: Low Cost
- 2010: Le Bruit des glaçons
- 2010: Hors-la-loi
- 2010: Vénus noire